# 山口繭
山口 繭（やまぐち まゆ、1月4日 - ）は、日本の女性声優。大阪府出身。青二プロダクション所属。

## 略歴
青二塾大阪校21期生。
鹿野優以、板東愛、吉川未来と声優ユニット「ユメユラ」を結成。

## 人物
方言は大阪弁。
趣味は競馬、模様替え、片付け、カラオケ、読書。

## 出演
太字はメインキャラクター。

### テレビアニメ
2005年
- おでんくん（トマトちゃん）
- それいけ!アンパンマン（ネコ美）
- D.C.S.S. 〜ダ・カーポ セカンドシーズン〜（女の子）

2006年
- 神様家族（女子高生）
- 貧乏姉妹物語（生徒）

2007年
- 魔人探偵脳噛ネウロ（取り巻きC）

2011年
- ともだち8にん（2011年 - 2019年、ニコ、トッピィ）

2012年
- ズモモとヌペペ（2012年 - 2013年、ナビ）

2014年
- くつだる。（2014年 - 2015年、カタムスビ姉、チクチくん、男の子、甲ノトリ）

### ゲーム
2006年
- 乙女的恋革命★ラブレボ!!（ミツキ、颯大の母、ファンクラブ会長）
- 真・三國無双BB
- メガミの笑壺（まじめな弁天、不思議な弁天、談話喫茶客女）

2007年
- DEAR My SUN!!〜ムスコ★育成★狂騒曲〜（植草李）

2008年
- ZWEI II（フィオナ、ミリアム）
- ヴァンテージマスターポータブル（カラール）
- ルーンファクトリー2（ナタリー、ラムリア・レムナンド・ヴィヴィアージュ）
- レッスルエンジェルス サバイバー2（アニー・ビーチ、ロザンヌ・チャン）

2010年
- イース -フェルガナの誓い-（フラン、アリーセ）

2011年
- 機動戦士ガンダム オンライン（女性パイロット1）

### デジタルコミック
- VOMIC アイスエイジ（山咲ミカ）

### ラジオ
- ますだおかだのオールナイトニッポン 松竹ばななの恋愛記念日（2006年10月）
- ラジオどっとあい 山口繭のコトノハのススメ（2006年10月 - 12月）
- おしゃべりやってまーす土曜EX（2部）（2006年11月 - 2007年12月）

### テレビ番組
- 人生交換プログラム ライ⇔トレ（2007年・2008年、関西テレビ）ナレーション
- デイリー中野（JCN中野）
- デイリー葛飾（旧JCN葛飾）
- 歌うコンシェルジュ♪（2011年度 - 2012年、NHK総合）アシスタント（顔出し）
- 趣味の園芸 やさいの時間（2012年5月20日 - 2013年3月、NHK Eテレ）VTRコーナー「菜園のツボ」担当（顔出し）
- クイズ30〜団結せよ!〜（2014年4月 - 9月、フジテレビ）ナレーション

### その他
- 声優チャット

## ディスコグラフィ

### 歌手参加作品
| 発売日   | 商品名                          | 歌                           | 楽曲           | 備考   |
| 2008年   | 2008年                          | 2008年                       | 2008年         | 2008年 |
| -------- | ------------------------------- | ---------------------------- | -------------- | ------ |
| 11月19日 | TVこどものうたベスト 女の子向き | 有島モユ、山口繭、池辺久美子 | 「アナタボシ」 |        |